# Graphea pseudomarmorea
Graphea pseudomarmorea là một loài bướm đêm thuộc phân họ Arctiinae, họ Erebidae.